# Chromonephthea
Chromonephthea är ett släkte av koralldjur. Chromonephthea ingår i familjen Nephtheidae.

## Dottertaxa tillChromonephthea, i alfabetisk ordning[1]
- Chromonephthea aldersladei
- Chromonephthea aurantiaca
- Chromonephthea bayeri
- Chromonephthea benayahui
- Chromonephthea braziliensis
- Chromonephthea brevis
- Chromonephthea bundegiensis
- Chromonephthea cairnsi
- Chromonephthea cobourgensis
- Chromonephthea complanata
- Chromonephthea cornuta
- Chromonephthea costatofulva
- Chromonephthea curvata
- Chromonephthea dampierensis
- Chromonephthea egmondi
- Chromonephthea eos
- Chromonephthea exosis
- Chromonephthea formosana
- Chromonephthea franseni
- Chromonephthea frondosa
- Chromonephthea fruticosa
- Chromonephthea glomerata
- Chromonephthea goudi
- Chromonephthea grandis
- Chromonephthea grasshoffi
- Chromonephthea hartmeyeri
- Chromonephthea hirotai
- Chromonephthea hoeksemai
- Chromonephthea hornerae
- Chromonephthea imaharai
- Chromonephthea imperfecta
- Chromonephthea inermis
- Chromonephthea intermedia
- Chromonephthea levis
- Chromonephthea lobulifera
- Chromonephthea megasclera
- Chromonephthea minor
- Chromonephthea muironensis
- Chromonephthea obscura
- Chromonephthea ostrina
- Chromonephthea palauensis
- Chromonephthea pellucida
- Chromonephthea rotunda
- Chromonephthea rubra
- Chromonephthea serratospiculata
- Chromonephthea sierra
- Chromonephthea simulata
- Chromonephthea singularis
- Chromonephthea slieringsi
- Chromonephthea spinosa
- Chromonephthea tentoriae
- Chromonephthea variabilis
- Chromonephthea williamsi